# 孫家鼐

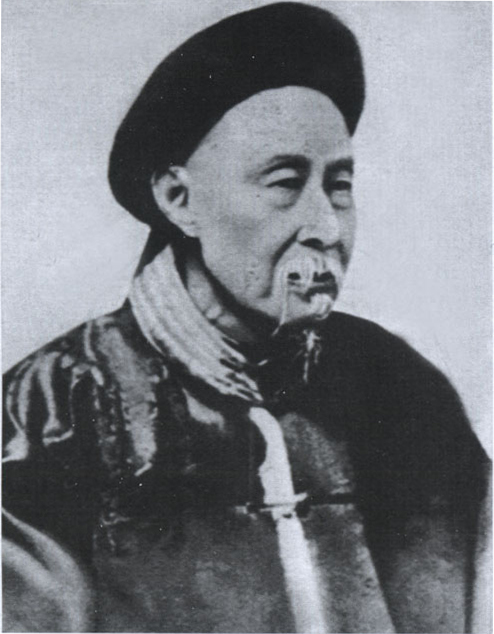
孫家鼐

孫 家鼐（そん かだい、Sūn Jiānài、1827年 ‐ 1909年）は、清の官僚。字は燮臣、号は容卿または蟄生、晩号は澹静老人。安徽省鳳陽府寿州出身。
1859年、状元として進士となり、翰林院修撰となる。翁同龢とともに1878年に光緒帝の帝師となり、光緒年間に工部・礼部・吏部尚書、体仁閣大学士・文淵閣大学士・武英殿大学士、査庫大臣、会試正考官、会典館正総裁を歴任した。
1894年、朝鮮をめぐっての日本との緊張が高まると、妥協を主張して開戦に反対し、図らずも李鴻章と同じ見解となった。
日清戦争の敗北（1895年）後、変法運動が高まると、1898年に京師大学堂が成立し、初代の管学大臣に任命され、総教習も兼ねた。孫家鼐も欧米諸国に学ぶことを主張していたが、変法はあくまでも清朝の統治を維持するための道具であり、固有の制度は変えてはならないと指摘して、康有為や梁啓超ら維新派とは見解を異にしていた。同年8月には日本へ教育視察団を派遣した。
同年9月に戊戌の政変で変法運動は失敗に終わったが、孫家鼐の立場は温和なものであったために追及を免れた。京師大学堂学長は1900年に辞任した。
1907年、溥倫とともに資政院総裁に任じられ、憲法制定と議会開設の調査にあたった。
1909年に病死し、太傅と文正の諡号が贈られた。